# کوه بالفرین
بالفرین(Balfrin)نام کوهی در رشته کوه های آلپ سوییس است.این کوه در کانتون وله واقع شده است. در شمال و جنوب این کوه یخچال طبیعی وجود دارد.